# Riccio da Montechiaro
Giannotto Riccio (oder Rizzo), auch bekannt als Riccio da Montechiaro († ca. 1445), war ein italienischer Adliger, Condottiere und Oberst, Herr von Aquino, Arpino, Cassino und Sora, und Vizekönig der Abruzzen.

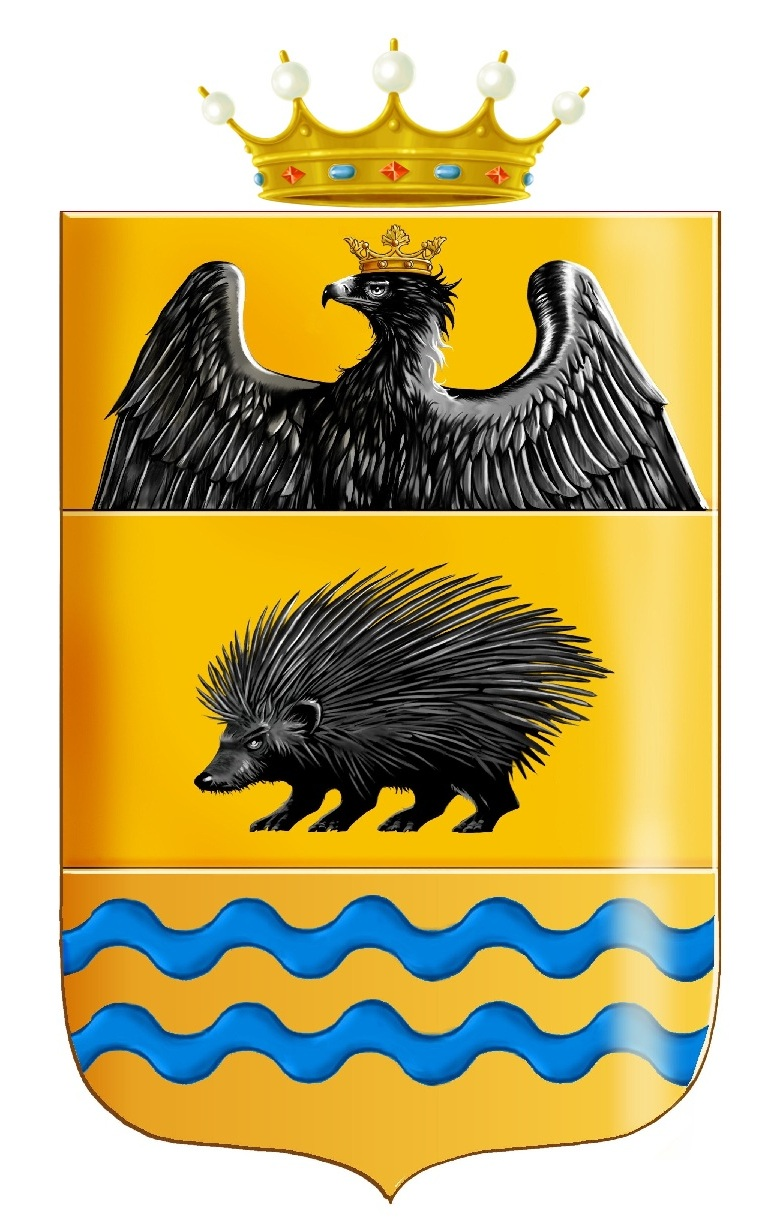
Wappen der Familie Rizzo

## Leben
Er stammte aus einer nichtadligen Familie und schlug eine militärische Laufbahn in der Söldnertruppe von Braccio da Montone ein, wo er am Krieg zwischen den Anjou und den Aragoniern, den Thronanwärtern des Königreichs Neapel, teilnahm. 1423 wurde er beauftragt, Alfons V. von Aragon bei der Belagerung von Capua zu unterstützen.
Im Jahr 1428 trat er in den Dienst des Kirchenstaates und unterstand dem Kommando von Jacopo Caldora, seinem Mitstreiter in der Braccios Söldnerkompanie, der ihn während der Belagerung von Bologna zum Oberst der Infanterie seiner Armee ernannte.
Nachdem Jacopo in den Dienst der Königin des Königreichs Neapel Johanna II. von Anjou-Durazzo getreten war, nahm er am Feldzug gegen Alfons V. von Aragon und dem Rebellen Giovanni Antonio Orsini del Balzo teil. 1435 nahm er an einer erneuten Belagerung von Capua und an der Seeschlacht vor der Insel Ponza teil. Später verriet er Caldora und kehrte in den Sold der Aragonier zurück, erhielt den Titel eines Vizekönigs der Abruzzen und wurde beauftragt, L’Aquila, Penne, Pescara und die angrenzenden Gebiete anzugreifen, Aber nur dieser letzte Angriff gelang ihm, während er bei den weiteren von Raimondo Caldora und Antonuccio Camponeschi schwer geschlagen wurde. Gegen Ende des Jahres 1437 wurde er auch bei Giugliano in Campania von Jacopo Caldora und Giovanni Vitelleschi überrascht, die ihm und seinen Männern die Waffen abnahmen. Nach einer Niederlage im folgenden Jahr bei Loreto Aprutino beschloss er, in den Dienst des Königreichs Neapel zurückzukehren. Dort wurde er in die Kämpfe zwischen René d’Anjou-Valois und Antonio Caldora verwickelt, die mit seiner Rückkehr zur aragonesischen Fraktion endeten.
Zusammen mit Raimondo Caldora widersetzte er sich 1441 wiederholt Francesco Sforza. Als er Ortona erreichte, wurde er von dessen Bruder Alexander besiegt und floh nach Chieti. Schließlich kehrte er zunächst in den Dienst des Kirchenstaates und dann in den Dienst der Aragonier zurück, von denen er zum Ritter geschlagen wurde. Riccio da Montechiaro starb um das Jahr 1445.

## Weblink
- Roberto Damiani: Riccio da Montechiaro. In: Condottieridiventura.it. Abgerufen am 22. Oktober 2023.

| Personendaten    | Personendaten                                                         |
| ---------------- | --------------------------------------------------------------------- |
| NAME             | Riccio da Montechiaro                                                 |
| ALTERNATIVNAMEN  | Riccio, Giannotto; Rizzo, Giannotto; Riccio da Montechiaro, Giannotto |
| KURZBESCHREIBUNG | italienischer Condottiere                                             |
| GEBURTSDATUM     | 14. Jahrhundert                                                       |
| STERBEDATUM      | um 1445                                                               |